# ارینفرید پتزل
ارینفرید پتزل (انگلیسی: Ehrenfried Patzel؛ زادهٔ ۲ دسامبر ۱۹۱۴) یک بازیکن فوتبال اهل آلمان است.